# Вуди Вудпекер (фильм)
«Вуди Вудпекер» (англ. Woody Woodpecker; порт. Pica-Pau: O Filme) — американский анимационно-игровой комедийный фильм о приключениях Дятла Вуди, снятый режиссёром Алексом Заммом в 2017 году. Несмотря на то что фильм снимался на английском языке, он был сделан с прицелом на латиноамериканский рынок, где этот персонаж популярен по сей день.

## В ролях
- Эрик Бауза — Дятел Вуди (озвучивание)
- Тимоти Омандсон — Лэнс Уолтерс
- Грэм Верчир — Томми Уолтерс
- Джордана Ларги — Саманта Барлетт
- Таила Айала — Ванесса
- Эдриан Макморран — Оттис Граймс
- Скотт МакНил — Нейт Граймс
- Челси Миллер — Джил Фергюсон
- Джейкоб Дейвис — Лайел
- Эмили Холмс — Линда Уолтерс
- Эрик Кинлисайд — Роско
- Шон Макдональд — Дизайнер
- Карин Коновал — Барбара Крам
- Квеси Амеяу — Пожарник
- Тай Консильо — Джон
- Патрик Любчик — Крис
- Джейкоб Дейвис — Лайл
- Шон Тайсон — Джордж
- Норма Мисура — Ведущий
- Кит Даллас — Сергей

## Релиз
Премьера фильма состоялась 5 октября 2017 года в Бразилии. В США и Канаде картина вышла 6 февраля 2018 года сразу на физических носителях, а также на стриминговом сервисе Netflix.

## Критический приём
Фильм получил преимущественно негативные отзывы критиков, на сайте Rotten Tomatoes фильм имеет всего 14% рейтинга «свежести», основанных на 7 рецензиях, а также пользовательские 2.3 из 10 баллов. Портал Common Sense Media поставил фильму только одну звезду из пяти возможных, отметив неоригинальность сюжета, чрезмерную жестокость персонажей и сортирный юмор.